# Trzaski (Wysokie Mazowieckie)
Pour les articles homonymes, voir Trzaski.
Trzaski est un village de Pologne, situé dans la gmina de Ciechanowiec, dans le Powiat de Wysokie Mazowieckie, dans la voïvodie de Podlachie.

## Source
- (en) Cet article est partiellement ou en totalité issu de l’article de Wikipédia en anglais intitulé « Trzaski, Wysokie Mazowieckie County » (voir la liste des auteurs).